# Moul El Bergui
Moul El Bergui (franska: Moul El Bergui (CR), Moul El Bergui (Commune Rurale), arabiska: حرارة) är en kommun i Marocko.   Den ligger i provinsen Safi och regionen Marrakech-Safi, i den norra delen av landet, 260 km sydväst om huvudstaden Rabat. Antalet invånare är 14 354.